# Westford Inn

Westford Inn

Das Westford Inn ist eine Villa auf der schottischen Hebrideninsel North Uist, die heute als Gaststätte genutzt wird. 1980 wurde das Bauwerk in die schottischen Denkmallisten in der Kategorie B aufgenommen.

## Geschichte
John Powlett Orde, der North Uist 1855 von den MacDonalds erworben hatte, ließ die Villa 1873 zur Unterbringung eines Arztes auf der Insel errichten. Der Bau an dieser Position erforderte die Ebnung des Grundes. Die Fenster stammen angeblich vom Stammsitz der Familie, Kilmory Castle in Argyll. 1896 wurde die Villa zu einer Gaststätte umgenutzt. Louis MacNeice beschrieb das Westford Inn 1938 als „… seltsames, quadratisches Gebäude, das in einer trostlosen Landschaft abgekippt wurde. Eine idealer Ort für eine Mordgeschichte.“

## Beschreibung
Das Westford Inn steht abseits der A865 in dem kleinen Weiler Claddach Kirkibost an der Westküste der Insel gegenüber der vorgelagerten Kirkibost Island. Das zweigeschossige Gebäude weist einen quadratischen Grundriss auf und erinnert von seiner Gestalt an eine Teedose mit einem wuchtigen Kamin in der Apex seines schiefergedeckten Pyramidendaches. Entlang der Süd- und Westfassade erstreckt sich ein flacher Anbau. Das Mauerwerk des Westford Inns besteht aus Feldstein, das zu einem ungleichmäßigen Schichtenmauerwerk aufgemauert wurde. Mit Ausnahme der Nordfassade sind sämtliche Fassaden drei Achsen weit. In die länglichen Öffnungen sind Fenster mit Rautenmuster eingelassen. Das Eingangsportal befindet sich mittig an der ostexponierten, straßenzugewandten Fassade. An das Gebäude schließt ein umfriedeter Garten an.